# عرف الطاووس: الجذور غير الأوروبية للرياضيات
عرف الطاووس: الجذور غير الأوروبية للرياضيات هو كتاب من تأليف جورج جيفرغيز جوزيف ونشر مطبعة جامعة برينستون، وقد صدرت الطبعة الثالثة منه في عام 2011. وصدر الكتاب ردا على تاريخ الرياضيات لموريس كلاين ومضامينه.